# Municipio de Jelvachauri
El municipio de Jelvachauri (en georgiano: ხელვაჩაურის მუნიციპალიტეტი) es un municipio de Georgia perteneciente a la República autónoma de Ayaria. El área total del municipio es 356 kilómetros cuadrados (137 mi²) y su centro administrativo es la ciudad de Jelvachauri, que era un asentamiento dentro del municipio hasta que en 2013 se separó del mismo para pasar a ser un distrito urbano de la vecina ciudad de Batumi. La población era 51.189, según el censo de 2014.

## Geografía
El municipio de Jelvachauri limita con el municipio de Kobuleti al norte, al este con el municipio de Keda, el mar Negro y Batumi al oeste, y la frontera con Turquía al sur, siendo el municipio más al sudoeste de Georgia.
El paisaje del municipio es típico de Ayaria: colinas y montañas subtropicales verdes y húmedas. El lado sur del municipio está dividido en dos por el Ayaristskali y Mayajlistskali, los cuales se unen en Jelvachauri con el río Choroji de Turquía antes de llegar al mar Negro. 
Las montañas más altas del municipio se encuentran en las montañas de Shavsheti, alcanzando más de 2000 metros, mientras que la cordillera de Mesjetia en la esquina noreste del municipio alcanza alturas de alrededor de 1300 metros. Aquí es donde se encuentra el Parque Nacional de Mtirala, cuyo nombre se deriva de la gran cantidad de lluvia que cae en la zona. Es la zona más húmeda de Georgia. Debido a su ubicación directamente alrededor de Batumi y la belleza natural presente en todas las direcciones, el municipio también se beneficia del turismo en la ciudad, y el área es relativamente popular entre los excursionistas.

## Historia
En la segunda mitad del siglo XIX, musulmanes abjasios llegaron a las aldeas del municipio actual de Jelvachauri, entonces bajo el dominio otomano, cuando el Imperio ruso en 1864 colocó brutalmente al principado asociado de Abjasia bajo un gobierno militar y deportó a la población insurgente al Imperio otomano. Descendientes de estos todavía viven en los pueblos de Silabauri, Peria y Mnatobi en la periferia de Batumi.
Después de la toma rusa de Ayaria en 1878 con el tratado de San Stefano, el territorio del actual municipio de Jelvachauri se incorporó al óblast de Batum hasta 1918. Con la sovietización de Georgia en 1921, el área se separó administrativamente en 1924 y cayó sucesivamente bajo el uyezd de Choroji primero, luego el uyezd y el raión de Batumi (1930-1968), el raión de Jelvachauri (1968-2006) y finalmente desde 2006, el municipio de Jelvachauri.
Durante la guerra ruso-georgiana en 2008, la fuerza aérea rusa bombardeó varios objetivos en el municipio, incluida una base militar que había sido entregada por el ejército ruso un año antes como parte de la salida acordada de Georgia. Hasta finales de 2007, la Base Militar 12 de Rusia estaba ubicada en Batumi y Jelvachauri. Debido a los cambios fronterizos en 2009 y 2011, el municipio perdió un total de más de 50 km² de territorio frente a Batumi, tanto al norte, este y sur de la ciudad, incluyendo una parte importante de la costa. Esta área también incluía las dabas de Majinyauri y Jelvachauri (el centro administrativo del municipio), una docena de pueblos, pero también el famoso Jardín botánico de Batumi y la histórica fortaleza de Gonio y las playas del mar Negro en Kvariati.

## Política
La asamblea municipal de Jelvachauri (en georgiano: ხელვაჩაურის საკრებულო) es un órgano representativo en el municipio de Jelvachauri, que consta de 24 miembros que se eligen cada cuatro años. La última elección se llevó a cabo en octubre de 2021. Zaza Diasamidze del Sueño Georgiano (SG) fue elegido alcalde en las últimas elecciones.
| Partido político | Partido político                    | 2017 | 2021 |
| ---------------- | ----------------------------------- | ---- | ---- |
|                  | Sueño Georgiano                     | 17   | 14   |
|                  | Movimiento Nacional Unido           | 6    | 7    |
|                  | Para Georgia                        |      | 3    |
|                  | Alianza de los Patriotas de Georgia | 2    |      |
|                  | Georgia Europea                     | 1    |      |
| Total            | Total                               | 26   | 24   |

## División administrativa
El municipio consta de 1 pueblo que hace de capital, Jelvachauri, y 64 pueblos (sopeli).
Los temi o consejos de pueblos son: Ajalsheni, Ayaristskali, Charnali, Kirnati, Machajela, Ortabatumi, Peria, Sarpi, Sharabidzeebi, Tjilnari.

## Demografía
La población del municipio de Jelvachauri ha disminuido desde 2002, con una pérdida de población del 40% cuando se redibujaron los límites municipales para aumentar el área municipal de Batumi.
| Población del municipio de Jelvachauri                                 | Población del municipio de Jelvachauri | Población del municipio de Jelvachauri | Población del municipio de Jelvachauri | Población del municipio de Jelvachauri | Población del municipio de Jelvachauri | Población del municipio de Jelvachauri | Población del municipio de Jelvachauri | Población del municipio de Jelvachauri | Población del municipio de Jelvachauri | Población del municipio de Jelvachauri | Población del municipio de Jelvachauri |
|                                                                        | 1897                                   | 1922                                   | 1926                                   | 1939                                   | 1959                                   | 1970                                   | 1979                                   | 1989                                   | 2002                                   | 2014                                   | 2021                                   |
| ---------------------------------------------------------------------- | -------------------------------------- | -------------------------------------- | -------------------------------------- | -------------------------------------- | -------------------------------------- | -------------------------------------- | -------------------------------------- | -------------------------------------- | -------------------------------------- | -------------------------------------- | -------------------------------------- |
| Municipio de Jelvachauri                                               | -                                      | -                                      | -                                      | 36 752                                 | 42 870                                 | 61 905                                 | 71 887                                 | 83 562                                 | 90 843                                 | 51 189                                 | 52 737                                 |
| Pueblo de Jelvachauri                                                  | -                                      | -                                      | -                                      | -                                      | -                                      | 2874                                   | 3238                                   | 5104                                   | 6143                                   | 1085                                   |                                        |
| Datos: Estadística de población de Georgia desde 1897 hasta hoy. Nota: |                                        |                                        |                                        |                                        |                                        |                                        |                                        |                                        |                                        |                                        |                                        |

La población está compuesta por un 99,26% de georgianos. Hay unos pocos abjasios, rusos y un número menor de minorías étnicas como ucranianos y armenios. Según el censo de 2014, la población de Jelvachauri estaba formada por un 56,3% de musulmanes georgianos, seguidos de georgianos pertenecientes a la Iglesia ortodoxa de Georgia (36,4%).
|                   | 1939      | 1939       | 1959      | 1959       | 2002      | 2002       | 2014      | 2014       |
| Grupo étnico      | Población | Porcentaje | Población | Porcentaje | Población | Porcentaje | Población | Porcentaje |
| ----------------- | --------- | ---------- | --------- | ---------- | --------- | ---------- | --------- | ---------- |
| Georgianos        | 23 206    | 63,1%      | 35 011    | 81,7%      | 88 321    | 97,22%     | 50 811    | 99,26%     |
| Rusos             | 5597      | 15,2%      | 4155      | 9,7%       | 1029      | 1,13%      | 110       | 0,21%      |
| Ucranianos        | 5597      | 15,2%      | 865       | 2%         | 103       | 0,11%      | 28        | 0,05%      |
| Abjasios          | -         | -          | 651       | 1,5%       | 645       | 0,71%      | 52        | 0,10%      |
| Armenios          | 1515      | 4,1%       | 884       | 2,1%       | 355       | 0,39%      | 125       | 0,24%      |
| Griegos           | 1195      | 3,3%       | 657       | 1,5%       | 91        | 0,10%      | 18        | 0,03%      |
| Azeríes           | 28        | 0,1%       | 153       | 0,4%       | 151       | 0,17%      | 19        | 0,04%      |
| Osetios           | 33        | 0,1%       | 9         | 0,1%       | 19        | 0,02%      | 4         | 0,01%      |
| Judíos            | 45        | 0,1%       | 50        | 0,1%       | -         | -          | -         | -          |
| Kurdos            | 2550      | 6,9%       | 54        | 0,1%       | -         | -          | -         | -          |
| Alemanes          | 105       | 0,3%       | -         | -          | -         | -          | -         | -          |
| Lezguinos         | 4         | 0,1%       |           |            | -         | -          | -         | -          |
| Chechenos y kists | 2         | 0,1%       |           |            | -         | -          | -         | -          |
| Total             | 36 752    | 100%       | 42 870    | 100%       | 90 843    | 100%       | 51 189    | 100%       |

## Infraestructura

### Transporte
El desvío de Batumi, parte de la importante autopista S2 (E70) que une Poti y Turquía, está en construcción en el municipio de Jelvachauri para aliviar el tráfico de Batumi. La S2 termina en el pueblo de Sarpi, en la frontera turco-georgiana. Éste es el más importante de los tres cruces fronterizos con Turquía, con 1,36 millones de viajeros extranjeros entrantes en 2019, y el segundo punto de entrada más popular a Georgia después del aeropuerto internacional de Tiflis.
Otra ruta nacional importante pasa por el municipio es la Sh1, Batumi-Ajaltsije, que conecta Ayaria y Mesjetia-Yavajetia a través del paso Goderdzi. Dado que Majinyauri ya no forma parte del municipio de Jelvachauri, el municipio se quedó sin estación de tren. 

## Galería

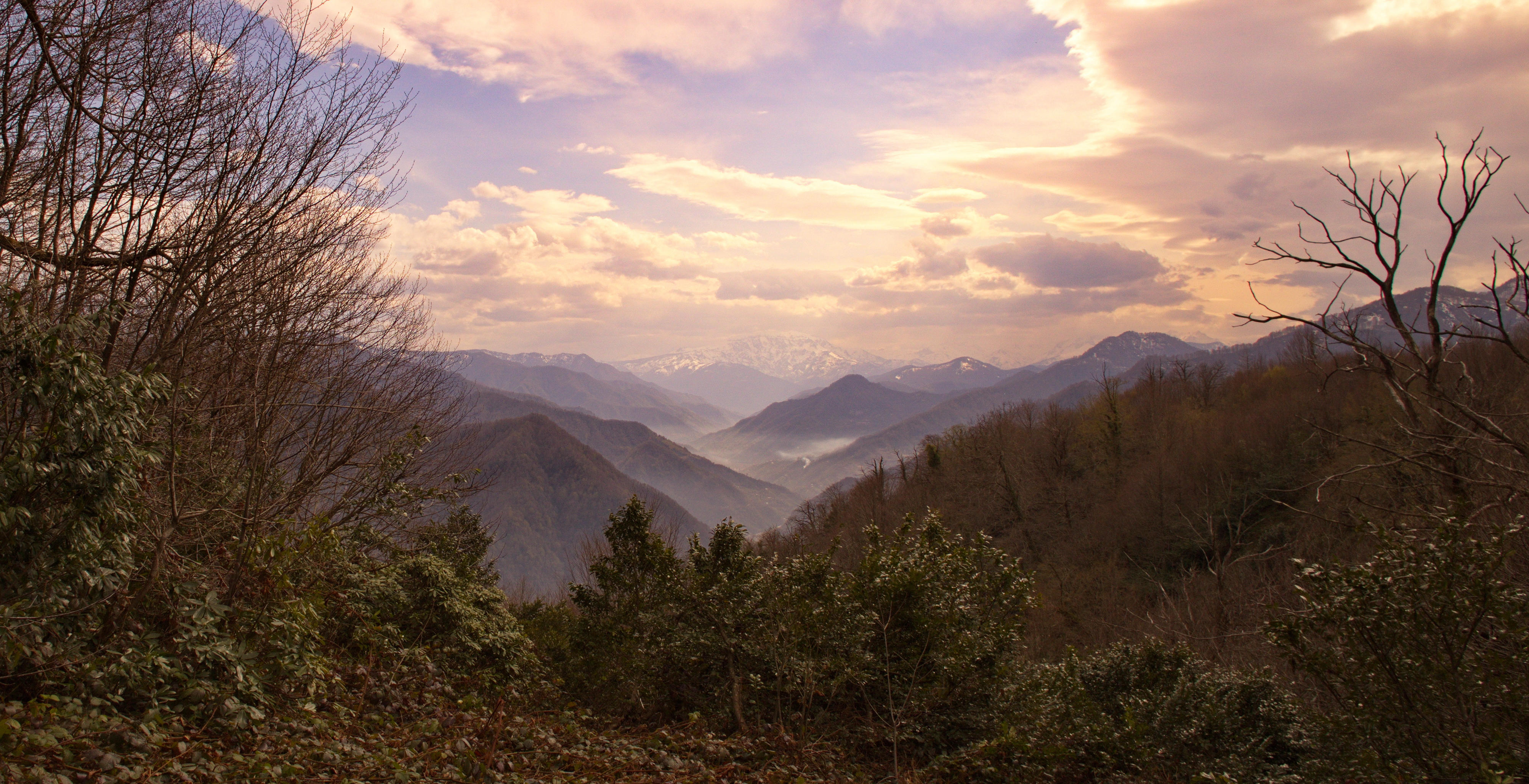
Montañas en el interior del municipio
Aldea de Ajaristskali en el río Ajaristskali
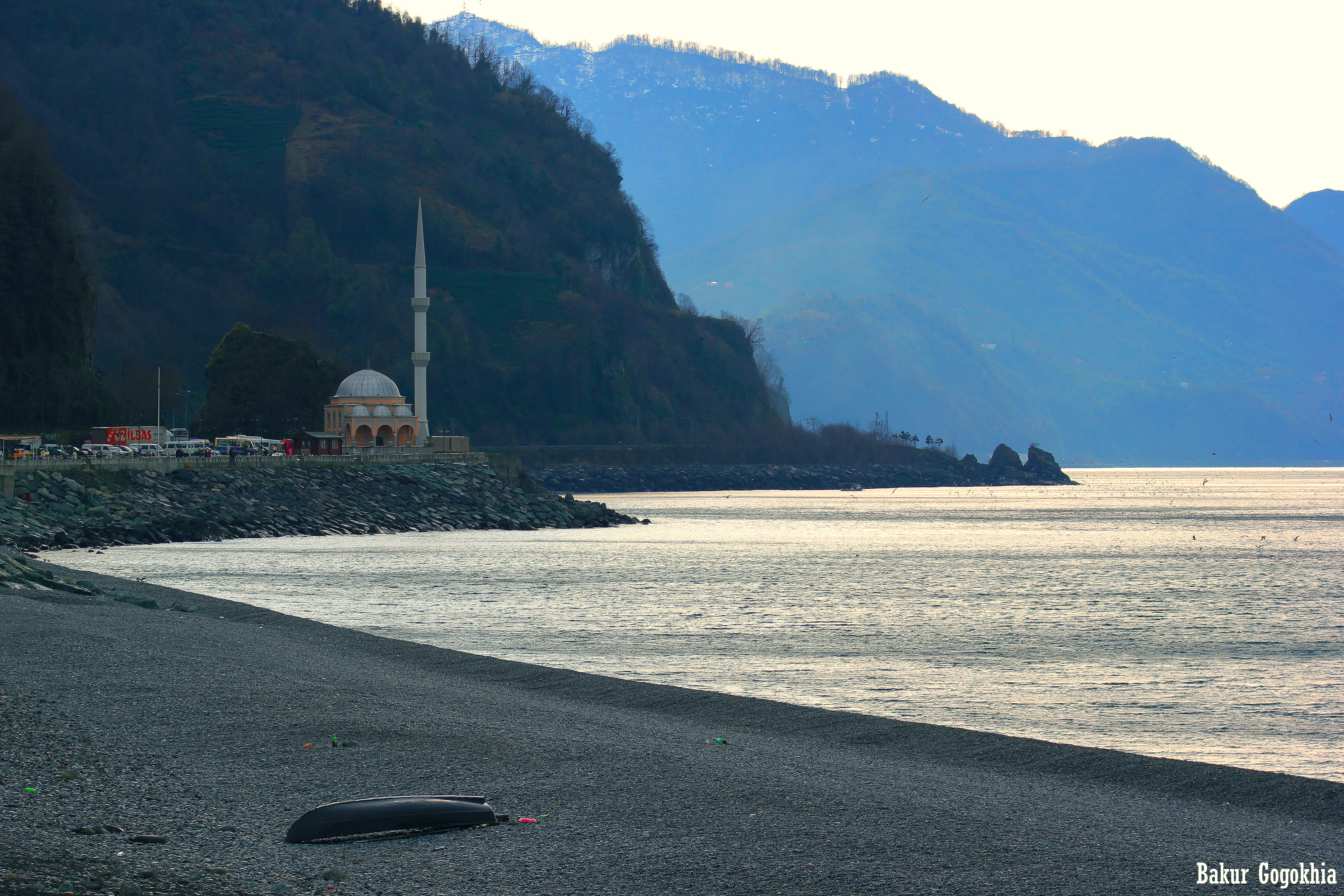
Frontera en Sarpi
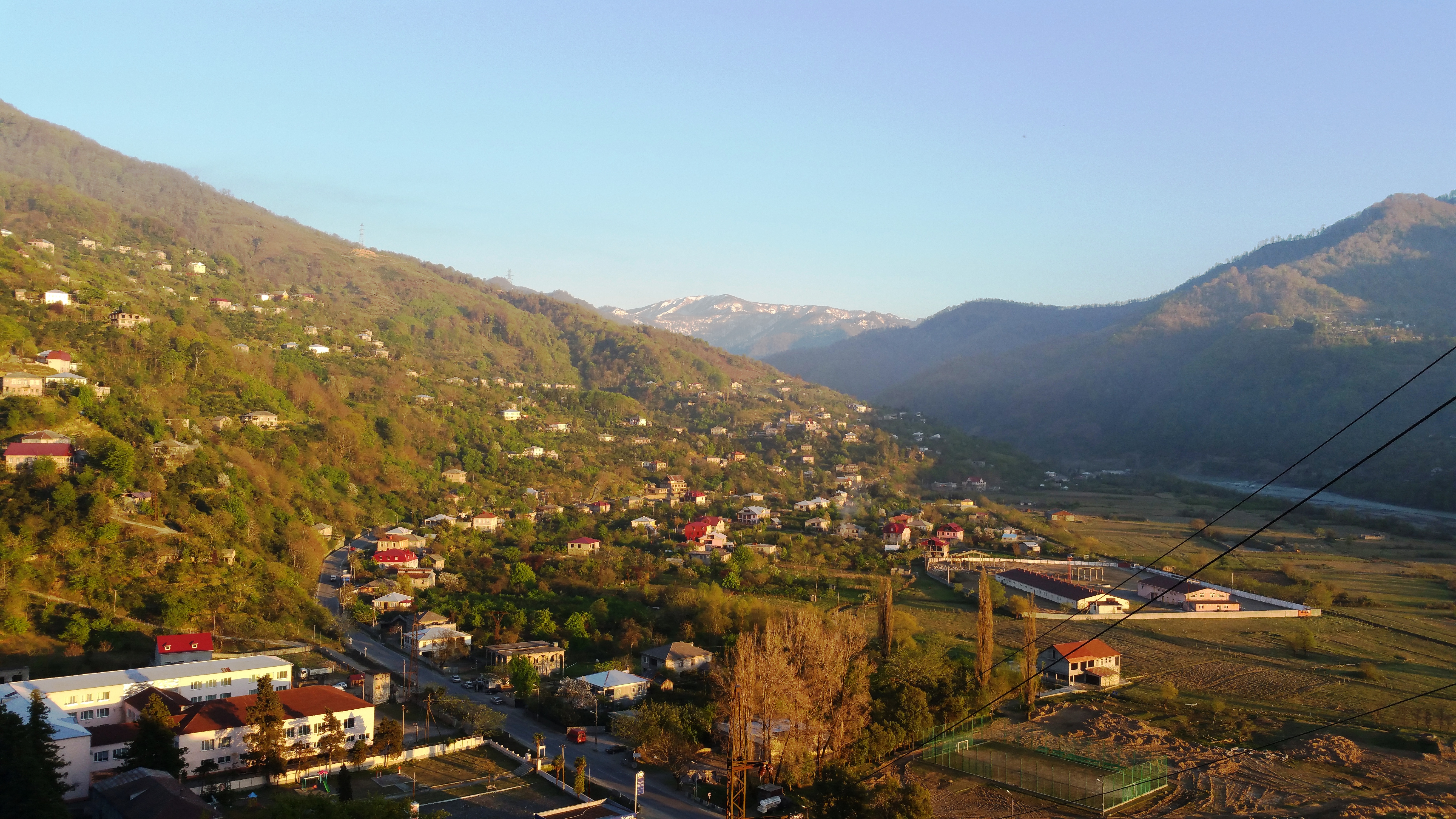
Pueblo de Ergue